# Kristian Krokfors
Matti Paul Kristian Krokfors, född 20 juni 1952 i Ylistaro, är en finländsk målare och grafiker. 
Krokfors studerade 1973–1974 vid Konstindustriella högskolan och grafisk formgivning vid Leicester Polytechnic 1974–1977 och Croydon College of Art 1977–1978. Han målar huvudsakligen med akrylfärger och tecknar med färgpennor; på senare tid har han återvänt till oljemåleriet. Hans grafiska tekniker är serigrafi och litografi. Han ställde ut första gången 1976. Hans barndomslandskap i Österbotten gjorde bestående intryck på Krokfors och är förnimbara i hans teckningar och målningar med motiv av matematiskt och arkitektoniskt komponerade, totalt figurlösa trädgårdar och tuktade urbana landskap, som följt honom sedan slutet av 1970-talet. Människofigurer saknas helt i hans konst. Han har bland annat verkat som viceordförande i Konstgrafikerna 1993–1996. Krokfors vann statens konstinköpsnämnds teckningstävling 1979 och var Årets unga konstnär 1985.